# Bejt Guvrin
Bejt Guvrin (hebrejsky בֵּית גֻּבְרִין, v oficiálním přepisu do angličtiny Bet Guvrin, přepisováno též Beit Guvrin) je vesnice typu kibuc v Izraeli, v Jižním distriktu, v Oblastní radě Jo'av.

## Geografie
Leží v nadmořské výšce 271 metrů v pahorkatině Šefela, na úpatí Judských hor. Východně od vesnice začíná rozsáhlý lesní komplex, který pokrývá většinu území směrem k Zelené linii, jež odděluje Izrael v jeho mezinárodně uznávaných hranicích od okupovaného Západního břehu Jordánu. Jižně od vesnice protéká potok Nachal Guvrin.
Obec se nachází 32 kilometrů od břehu Středozemního moře, cca 52 kilometrů jihovýchodně od centra Tel Avivu, cca 37 kilometrů jihozápadně od historického jádra Jeruzalému a 11 kilometrů východně od města Kirjat Gat. Bejt Guvrin obývají Židé, přičemž osídlení v tomto regionu je etnicky převážně židovské.
Bejt Guvrin je na dopravní síť napojen pomocí dálnice číslo 35. Z ní tu k severovýchodu odbočuje dálnice číslo 38. Další místní komunikace odbočuje k severu a vede do obce Bejt Nir.

## Dějiny
Bejt Guvrin byl založen v roce 1949. Název je aramejského původu, kdy zde stávala ve starověku, na přelomu letopočtu stejnojmenná židovská osada, zmiňovaná v díle Flavia Iosepha a rovněž v Talmudu a Mišně, nazývaná řecky Eleutheropolis (tento název převzalo titulární římskokatolické biskupství v první čtvrtině 20. století). Okolo roku 1100 bylo toto sídlo dobyto křižáky a roku 1187 Saladinem.
Ve středověku navázala na toto sídlo velká arabská vesnice Bajt Džibrin. V polovině 16. století zde osmanští vládci postavili opevnění. Během války za nezávislost v roce 1948, kdy tuto oblast ovládla v říjnu 1948 v rámci Operace Joav izraelská armáda, zde arabské osídlení skončilo.
Pár měsíců po skončení bojů v roce 1949 byla poblíž zničené a vysídlené arabské vesnice založena židovská osada Bejt Guvrin. Slavnostní otevření osady se konalo 2. června 1949. Jejími zakladateli byli bojovníci jednotek Palmach tvoření židovskými přistěhovalci z Turecka, Rumunska, Maďarska a Polska. Celkem šlo o 65 mladých lidí. Zpočátku se vesnice potýkala s demografickou nestabilitou (časté odchody osadníků). Problémy byly též ekonomického charakteru. V letech 1957-1959 byla obec na pokraji rozkladu a populace musela být posílena příchod skupiny kvalifikovaných pracovních sil. V roce 2004 prošel kibuc privatizací a odměňuje své členy podle odvedené práce. Většina obyvatel za prací dojíždí mimo obec, část se zabývá zemědělstvím (polní plodiny, chov drůbeže a dobytka). Funguje tu průmyslová firma BG Polymers a další živnosti. V obci je k dispozici plavecký bazén, obchod a sportovní areály.
Zbytky starověkého osídlení jsou dochovány dodnes a jsou součástí Národního parku Bejt Guvrin, který obsahuje zbytky starověkého Bejt Guvrin a dalšího starověkého sídla Mareša a dále areál jeskyň.

## Demografie
Podle údajů z roku 2014 tvořili naprostou většinu obyvatel ve Bejt Guvrin Židé (včetně statistické kategorie "ostatní", která zahrnuje nearabské obyvatele židovského původu ale bez formální příslušnosti k židovskému náboženství).
Jde o menší obec vesnického typu s dlouhodobě rostoucí populací. K 31. prosinci 2014 zde žilo 414 lidí. Během roku 2014 populace stoupla o 8,9 %.
| Rok            | 1961 | 1972 | 1983 | 1995 | 2001 | 2003 | 2004 | 2005 | 2006 | 2007 | 2008 | 2009 | 2010 | 2011 | 2012 | 2013 | 2014 |
| -------------- | ---- | ---- | ---- | ---- | ---- | ---- | ---- | ---- | ---- | ---- | ---- | ---- | ---- | ---- | ---- | ---- | ---- |
| Počet obyvatel | 81   | 151  | 218  | 241  | 231  | 226  | 239  | 253  | 257  | 271  | 283  | 311  | 324  | 334  | 362  | 381  | 414  |